# Лаверти, Майкл
Майкл Лаверти (англ. Michael Laverty; род. 7 июня 1981, Тумербридж, Северная Ирландия, Великобритания) — британский мотогонщик, участник чемпионата мира по шоссейно-кольцевых мотогонок MotoGP. Дважды был признан «ирландским мотогонщиком года» (2005 и 2007). Его братья Юджин и Джон тоже профессионально занимаются мотоспортом.

## Биография
Отец Майкла был дорожным гонщиком. Он с самого детства научил сыновей ездить на мотоциклах. Майкл до достижения 10-ти летнего возраста участия в соревнованиях не принимал, ездя вместе с братьями по полям вокруг дома.
6 лет обучения в школе мотокросса позволили Лаверти овладеть навыками езды на мотоцикле, которым он пользуется до сих пор. В возрасте 16-ти лет он перешел к гонкам на асфальте. Такую возможность он получил благодаря увлечению гонками его родителей, которые самостоятельно финансировали карьеру Майкла. Однако, на то время он не занимался гонками профессионально, а продолжал обучение — мотоспорт был для него лишь хобби. Лишь в 2003-м (в возрасте 22-х лет) Лаверти был отобран для гоночной команды, а в 2004-м он получил свой первый профессиональный контракт.
С тех пор приоритеты Майкла изменились — мотоциклетные гонки стали смыслом его жизни. Он нанял тренера, который научил его поддерживать форму, правильно питаться, и тому подобное. Также Майкл начал узнавать тонкости построения гоночного мотоцикла с целью получения оптимальной производительности.
С 2003 года Лаверти начал выступать в Британской серии Supersport, достигнув наивысших результатов в 2007-м, став чемпионом. Это был первый год его сотрудничества с командой «Relentless Suzuki».
Для сезона 2008 года Майкл вместе с командой перешел к британской серии Superbike, где ему пришлось начать все сначала. Здесь ему пришлось соревноваться с братом Джоном, а также такими гонщиками как Том Сайкс, Леон Хазлам, Кэл Кратчлоу и Леон Камье. Несмотря на ряд неплохих результатов, из-за отсутствия стабильности, Лаверти занял лишь 9-е место в общем зачете.
В 2009 году Майкл решил попробовать свои силы в американской серии Superbike. Он принял участие в некоторых гонках чемпионата. Лучшим стало 2-е место на гонке в Road America. В общем зачете британец занял 15-е место. В этом же году Майкл дебютировал в мировой серии Supersport, приняв участие в 9-ти гонках. В общем зачете финишировал на 22-м месте.
В 2010-м Лаверти вернулся в британский чемпионат Superbike с хорошо знакомой командой «Relentless Suzuki». Сезон закончил на 4-м месте в общем зачете, одержав 2 победы и 9 подиумов.
В 2011-м Майкл перешел в команду «Swan Yamaha», с которой, хотя и был быстрым, но вновь по итогам сезона финишировал четвертым.
В 2012-м Лаверти в очередной раз решил сменить обстановку, перейдя в команду «Samsung Honda». Этот сезон должен был стать самым успешным в карьере британца, но в конечном счете он стал самым большим разочарованием на сегодняшний день в карьере Майкла. Хотя он одержал несколько побед в середине сезона, но у него во время гонок возникали технические проблемы. Они заключались в быстром износе шин: Майкл боролся 3/4 дистанции гонки, а потом терял скорость и наблюдал, как его конкуренты увеличивают преимущество. В итоге он закончил сезон пятым в общем зачете.
В сезоне 2013 года Майкл дебютировал в чемпионате мира по шоссейно-кольцевым мотогонкам MotoGP, присоединившись к команде «Paul Bird Motorsport». Он лишь однажды попал в очковую зону, заняв 13-е место на Гран-При Испании. Набрав за сезон 3 очка, Лаверти занял в общем зачете 25-е место.
В сезоне 2014 продлил сотрудничество с командой. На этот раз он уже трижды попал в зачетную зону, а лучшим результатом стало 12-е место на Гран-При Малайзии. В общем зачете Майкл занял 24-е место. После окончания сезона команда прекратила свое участие в серии MotoGP и Майкл вынужден был искать новую работу.
Он откликнулся на предложение команды «Aprilia Racing Team Gresini» и стал ее тест-пилотом на сезон 2015, получив также возможность выступить на нескольких этапах серии для тестирования новых модификаций мотоцикла, а также для замены гонщиков команды в случае необходимости. Вместе с тем он стремился продолжить свое участие в соревнованиях, поэтому принял предложение команды Tyco BMW» и стал участником британского чемпионата Супербайка, где ему пришлось конкурировать с бывшим партнером по команде Броком Паркесом.
В середине сезона, накануне Гран-При Германии, команда разорвала контракт с гонщиком Марко Меландри за неудачные выступления и Майкл заменил итальянца в гонке.